# Gaia Cauchi
Gaia Cauchi (født 19. november 2002) er en maltetisk sanger som repræsenterede Malta og vandt Junior Eurovision Song Contest 2013 med sangen "The Start", sangen opnåede 130 point.